# Rolf Fäs
Rolf Fäs, švicarski rokometaš, * 18. oktober 1916, † 24. oktober 1983.
Leta 1936 je na poletnih olimpijskih igrah v Berlinu v sestavi švicarske rokometne reprezentance osvojil bronasto olimpijsko medaljo.